# Johann Heinrich Bartels (Glockengießer)
Johann Heinrich Bartels (* vor 1850; † nach 1876) war ein deutscher Gelb- und Glockengießer.

## Leben und Werk
Johann Heinrich Bartels lässt sich im 19. Jahrhundert im Zeitraum ab 1850 nachweisen. Eine Verwandtschaft zu der Glockengießer-Familie Bartels in Bremen „wäre möglich, es könnte sein, dass J. H. Bartels Sohn von Johann Philipp Bartels III.“ war, der Glocken bis in die Stadt Hannover lieferte. Möglicherweise durchlief J. H. Bartels eine Ausbildung bei einem Hildesheimer Glockengießer und blieb anschließend in Hildesheim. Laut den Adressbüchern der Stadt ist seine Tätigkeit als Gelb- und Glockengießer sowie als Metallarbeiter im Zeitraum von 1852 – parallel zu den ortsansässigen Glockengießern Lange und Radler – und bis 1877 ausgewiesen. Auch Werke in Hannover und Westfalen sind nachgewiesen.
Bartels heiratete eine in Hildesheim geborene „Rasch“. Dem Ehepaar wurde am 17. Juli 1859 in Hildesheim der Sohn Georg Bartels geboren, der nach dem Besuch der Oberrealschule Osterode im Harz und dem Realgymnasium Hildesheim sich zum 18. Oktober 1888 an der Königlichen Technischen Hochschule in Hannover immatrikulierte.

## Bekannte Werke
Zu den von Bartels gegossenen Glocken zählen
- eine 1858 gegossene, etwa 40 Zentner schwere Glocke für St. Martin in Lühnde im Kreis Hildesheim[2][4]
- Kirchenglocken von 1858 für das Dreigeläut der katholischen Kirche in Lüneburg[2]
- eine 1875 datierte Glocke in Adensen, Landkreis Springe[5]